# Placa de la mar de Banda

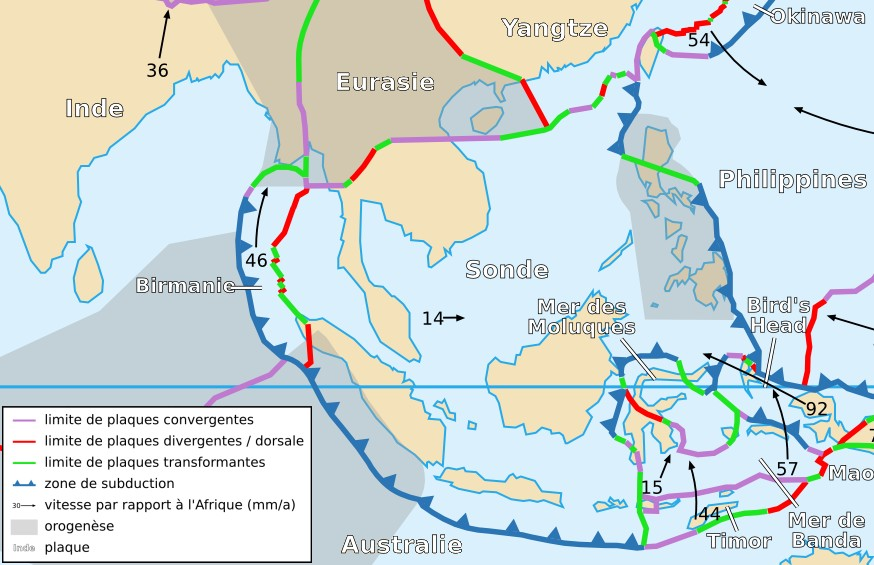
Mapa de la Placa de la mar de Banda i les plaques veïnes (en francès)

La placa de la Mar de Banda és una microplaca tectònica de la litosfera del planeta Terra. La seva superfície és de 0,01715 estereoradiants. Està associada generalment a la placa eurasiàtica.
Està ubicada a l'Insulíndia i ocupa el sud de l'illa de Sulawesi, la mar de Banda així com l'Illa de Seram.
La placa de la mar de Banda està en contacte amb les plaques de Sonda, de Timor, Placa australiana i la Placa de Bird's Head
El desplaçament de la placa de la Mar de Banda es fa a una velocitat de rotació de 2,125° per milió d'anys segons un pol d'Euler situat a 16°01' de latitud Nord i 122°44' de longitud Est. (Referència: placa pacífica).